# Ено (Бреша)
Ено је насеље у Италији у округу Бреша, региону Ломбардија.
Према процени из 2011. у насељу је живело 92 становника. Насеље се налази на надморској висини од 606 м.